# マハトマ・ガンディー
- マハトマ・ガンディー
- マハートマー・ガーンディー

マハトマ・ガンディー（1869年10月2日 - 1948年1月30日）は、インドのグジャラート出身の宗教家、政治指導者。本名はモーハンダース・カラムチャンド・ガーンディー（グジャラーティー文字表記：મોહનદાસ કરમચંદ ગાંધી、デーヴァナーガリー文字表記: मोहनदास करमचन्द गांधी、ラテン文字表記：Mohandas Karamchand Gandhi）。
インド独立の父として知られる。「マハトマ（महात्मा）」とは「偉大なる魂」という意味で、インドの詩聖「タゴール」から贈られたとされるガンディーの尊称である（自治連盟の創設者・神智学協会会長のアニー・ベサントが最初に言い出したとの説もある）。また、インドでは親しみをこめて「バープー」（बापू：「父親」の意味）とも呼ばれている。
1937年から1948年にかけて計5回ノーベル平和賞の候補になったが、受賞には至っていない。1948年、民族義勇団（RSS）の活動家により暗殺された。ガンディーの誕生日にちなみ、インドで毎年10月2日は国民の休日である「ガンディー記念日」（गांधी जयंती、ガーンディー・ジャヤンティー）になっており、2007年6月の国連総会ではこの日を国際非暴力デーとして制定することが決議された。

## 人物
南アフリカで弁護士をする傍らで公民権運動に参加し、帰国後はインドのイギリスからの独立運動を指揮した。民衆暴動やゲリラ戦の形をとるものではなく、「非暴力不服従」を提唱した。
この思想（彼自身の造語で「サティヤーグラハ」、すなわち「真理の把握」と名付けられた）はインド独立の原動力となり、イギリス帝国をイギリス連邦へと転換させた。さらに政治思想として植民地解放運動や人権運動の領域において、平和主義的手法として世界中に大きな影響を与えた。特にガンディーに倣ったと表明している指導者にマーティン・ルーサー・キング・ジュニア、ダライ・ラマ14世等がいる。
性格的には自分に厳しく他人に対しては常に公平で寛大な態度で接したが、親族に対しては極端な禁欲を強いて反発を招くこともあったという。なお、インドの政治家一族として有名な「ネルー・ガーンディー・ファミリー」（インディラー・ガーンディーら）との血縁関係はない。
35歳までの青年期に自身の性欲と嫉妬心に悩まされて36歳から禁欲生活を始めた。

## 生涯

### 生い立ち
イギリス領インド帝国、現在のグジャラート州の港町ポールバンダルで、当時のポールバンダル藩王国の宰相カラムチャンド・ガーンディーと、その夫人プタリーバーイーの子として生まれた。四男一女のうち、第四男に当たる末っ子である。家柄は、インドの四つの階級のうちの第三番めに当たるバイシアである。ポールバンダルの小学校に入学後、ラージコートの小学校に再入学する。成績は悪く、融通も利かない面があった。
小学校時代は素行も悪く、悪友にそそのかされて、ヒンドゥー教の戒律で禁じられている肉食を繰り返していただけでなく、タバコにも手を出し、タバコ代を工面する為に召し使いの金銭を盗み取ったこともあった。
その後、12歳でアルフレッドハイスクールに入学。13歳の若さ（インド幼児婚の慣習による）で生涯の妻となるカストゥルバと結婚した。費用の節約と見栄えをよくするためにガンジーの兄弟、ガンジー、ガンジーの従兄の三組の結婚式を同時に挙げた。
イギリスに渡航する前、保守派の人々は海外渡航に反対し、ガンジーはボンベイでカーストからの追放処分をうけた。18歳で宗主国イギリスの首都ロンドンに渡り、ユニヴァーシティ・カレッジ・ロンドンで学ぶ。のち、インナー・テンプル法曹院に招聘されて入学し、法廷弁護士になるため勉学に励む。

### 弁護士に

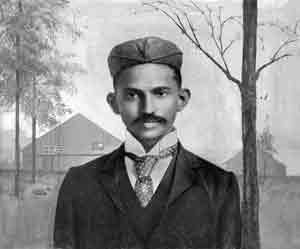
南アフリカ時代のガンディー （1895年）

1888年にロンドンで、インドの宗教思想を取り入れた神秘思想結社・神智学協会の会員と出会い、さらに神智学の創始者ヘレナ・P・ブラヴァツキーや2代目会長のアニー・ベサントにも会い、インド哲学・ヒンドゥー教の精神と文化に興味を持つようになった。ガンディーは、当時のヨーロッパでインド哲学（ヒンドゥー教）の要と考えられていたインドの宗教的叙事詩『バガヴァッド・ギーター』を、サンスクリット語でもグジャラート語でも読んだことがなかったが、神智学協会員との出会いがきっかけとなり、神智学協会版テキストで『バガヴァット・ギーター』を読み、英語を通じてインドの伝統を学ぶようになった。
卒業後、1893年には南アフリカで弁護士として開業した。しかし、白人優位の人種差別政策下で、イギリス紳士としてふるまったが列車の車掌にクーリー（人夫）扱いされるという人種差別を体験した。ここから「インド人」意識に劇的に目覚めたといわれるが、Richard G. Foxによると、ガンディーはしばらくの間従来通りのイギリス化の方向性を保ち、その後インド意識に目覚めていったようである。
南アフリカでも神智学協会とのつながりは続き、理解の浅かったヒンドゥー教・インド哲学への学びを深め、インド・ナショナリズムを展開する中で、ヒンドゥー教・インド哲学をインドの精神的支柱として崇めるようになっていった。欧米を通じて自国の文化を学ぶというのは植民地エリートの典型であり、ガンディーがインドの偉大な遺産としてヒンドゥー教・インド哲学を再発見するのに神智学が果たした役目は大きい。また1880年代以降、ロシアの小説家レフ・トルストイの影響を受けていた。『新約聖書』の「山上の垂訓」などイエスの思想にも洞察を深め、「非所有」の生涯を決意。後の非暴力運動思想を形成していった。
20世紀初頭には、南アフリカ連邦となり、1913年に原住民土地法が制定されるなど人種差別政策の体制化が進んだ南アフリカにおいて、イギリス人でありながらもインド系移民の差別に対する権利回復運動を行った。
1908年に初めて逮捕された。その後、1913年にトランスバールの行進を企画して初めて投獄された。しかし、不正を追及して撤廃させ、初めて勝利を手にした。
ダーバン近郊でアーシュラマ共同農園を創設。そこで、禁欲、断食、清貧、純潔を実践して精神面を強化し、イギリスからの独立を展望している。南アフリカでの経験は、1915年にインドに帰国してからの民族運動にも生かされている。

### イギリスによる裏切り
1914年に第一次世界大戦が起こると、イギリスは将来の自治を約束して、植民地統治下のインド人に協力を求めた。ガンディーはこの約束を信じ、インド人へイギリス植民地軍への志願を呼びかける運動を行った。
しかし戦争がイギリスの勝利に終わっても、自治の拡大は、インド人が期待したほどの速度では進行しなかった。また第一次世界大戦でイギリスと戦ったドイツからの援助を受けていた一派による蛮行を抑えるため、インド帝国政府は強圧的な「ローラット法」を制定するにいたる。
さらに1919年4月13日には、パンジャーブ地方アムリットサル（シク教の聖地）でスワデーシー（「自分の国」の意で、国産品愛用運動）の要求と、ローラット法発布に対する抗議のために集まった非武装の市民を、グルカ族およびイスラーム教徒からなるインド軍部隊が無差別に射撃して数百人を虐殺した「アムリットサル事件」が発生した。この一連のインド帝国政府の態度は、ガンディーに「イギリスへの協力は独立へとつながらない」という信念を抱かせるようになった。

### 不服従運動
第一次世界大戦後は、独立運動をするインド国民会議に加わり、不服従運動で世界的に知られるようになる。またイギリス製品の綿製品を着用せず、伝統的な手法によるインドの綿製品を着用することを呼びかけるなど、不買運動を行った。よく知られている「インドの糸車を廻すガンディー」の写真には、こうした背景がある。
なお、この糸車は当初ガンディーがデザインしたインドの国旗にも含まれていたが、現在はアショーカ・チャクラに置き換えられている。
これら一連の運動のために、ガンディーは度々投獄された（計6回）。例えば1922年3月18日には、2年間の不服従運動のために、6年間の懲役刑の判決を受けている。第一次の不服従運動は、1922年にインド民衆が警察署を襲撃して20人ほどの警官を焼死させる事件が起きて中止されたが、1930年より不服従運動は再開された。とりわけ、「塩の行進」と称されるイギリスの塩税に抗議した運動は有名である。
ガンディーが不服従運動のための協力者の要員を募集する際のその条件は、やはり多くの人と信頼を構築でき、その協力を得られるような人格者であったが、この「非暴力運動」に参加すること自体でも、暴力で運動を止めさせようとする兵士に対して反撃を行わず、逃げもしないという非常な勇気が必要とされ、真の強さと忍耐が求められた。
非暴力の思想はインドと距離的に近い西アジアなどでも見られ、アジアで生まれたヒンドゥー教、イスラーム教、仏教、キリスト教で、それは当てはまるとガンディーは考えた。アジアの思想に共通するという考えから、ガンディーは「自分はヒンドゥー教徒であり、イスラム教徒でもあり、また、原始キリスト教という意味ではキリスト教に賛同する」として、宗教グループ間や世界の人々に対話を呼びかけた。

### 第二次世界大戦

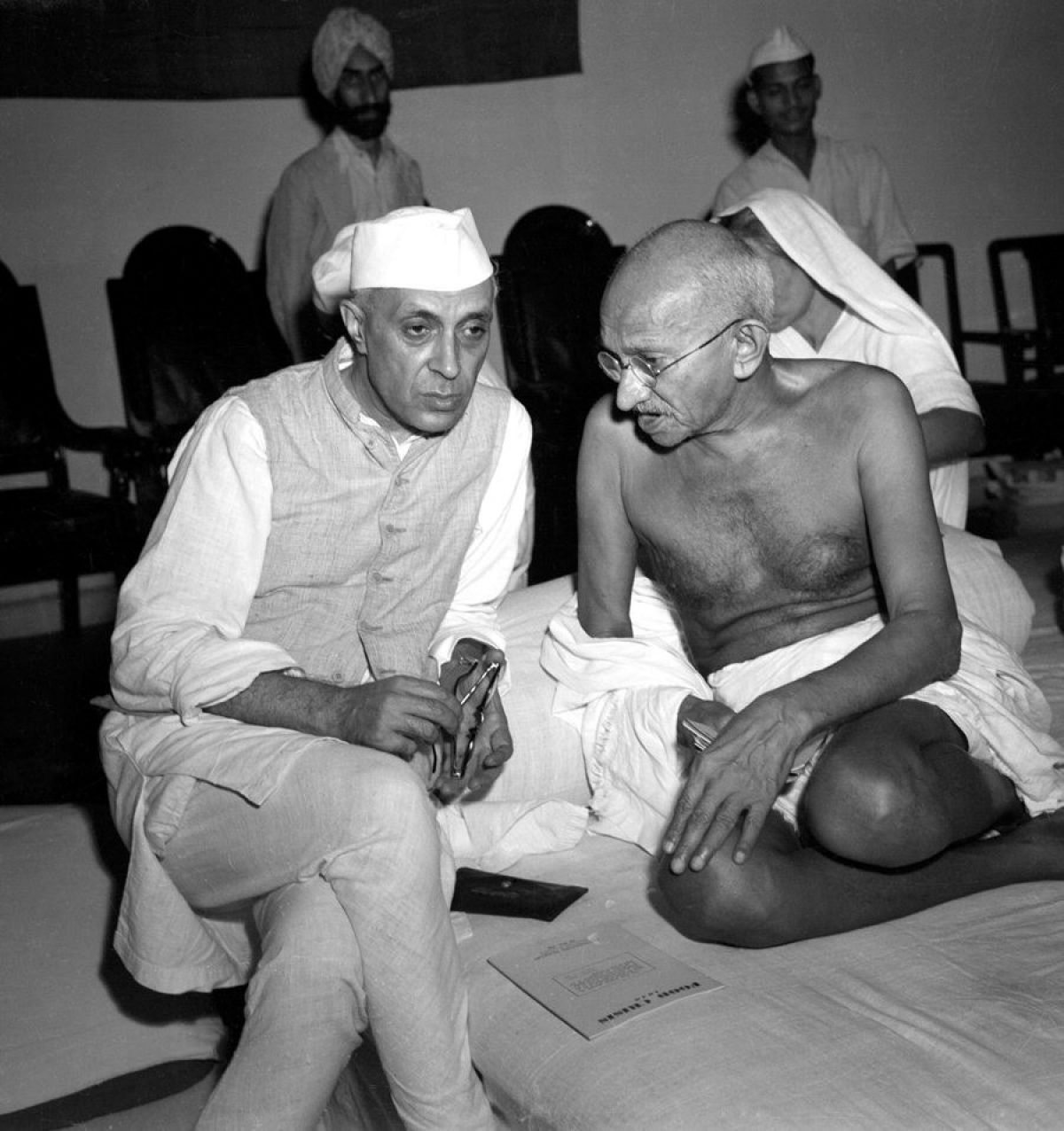
ネルーと語るガンディー（1942年）

第一次世界大戦後、イギリスとの同盟が解消された日本は、満州・中国問題などでイギリスやアメリカ合衆国と対立。イギリスからの独立運動を行っていたラース・ビハーリー・ボースやA.M.ナイルの亡命を受け入れ、その後「欧米帝国主義国の植民地からの解放」と称し、1941年12月に英米との間で開戦した（太平洋戦争）。
ナチス・ドイツとの戦争で手一杯のイギリス相手に、日本軍は瞬く間に香港やマレー半島、ビルマなどの東南アジア一帯のイギリス植民地から、イギリス軍やオーストラリア軍を駆逐した。インド国民会議派元議長でインド国外でイギリスに対する独立闘争を続けていたスバス・チャンドラ・ボースやビハーリー・ボース、ナイルなどの独立運動家は、日本の支援を受けてインド国民軍を組織し、インドの外側から軍事的にイギリスに揺さぶりをかけようとした。しかしインド国内、つまりイギリスの植民地に留まっていたガンディーは、この様な動きに連携することはなかった。
ただし、日本軍がイギリスやアメリカ、オランダをはじめとする連合国軍を撃破し続け、インド洋でイギリス海軍に打撃を与えてインドに迫った1942年初頭から1943年中盤の時期には、日本との連携を模索する姿勢を見せていたことが指摘されている。実際に1942年には、日本軍のインドへの接近に慌てたイギリスが「インドをイギリス連邦内自治領として認める」という条件でインド人の懐柔を図った。イギリスの魂胆を見抜いたガンディーはこれを拒否し、民衆は「クイット・インディア」（Quit India、つまり「インドから出ていけ」）を掲げ、その結果2年間投獄されることとなった。
しかし、同時にガンディーは「すべての日本人に」と題された声明を発表し、「欧米帝国主義国の植民地からの解放」を掲げつつも、強権的かつ人種差別を明確に掲げるナチス・ドイツやファシスト政権下のイタリアと組み、覇権主義的な行動を見せつつある日本の姿勢に対する疑問を明らかにし、「もしもあなたがたの国に行くことを許されるならば、あなたがたの国へ行って、中国に対し、世界に対し、またあなたがた自身に対して行っている暴行をやめるように懇願しましょう。そのために私の健康、いや、生命が損なわれても意に介しません」と日本に対して呼びかけている。
なおガンディーはこれ以前から日本の中国侵略に極めて批判的であり、1939年にハリジャン紙に掲載された日本の生活協同組合運動指導者である賀川豊彦との対談でも「あなたがた日本人は素晴らしいことを成し遂げたし、また日本人から、私たちは多くのことを学ばなければなりません。ところが、今日のように中国を併呑したり、そのほかぞっとするような恐ろしいことをやっていることを、どのように理解したらいいでしょうか」と非難している。

### 独立

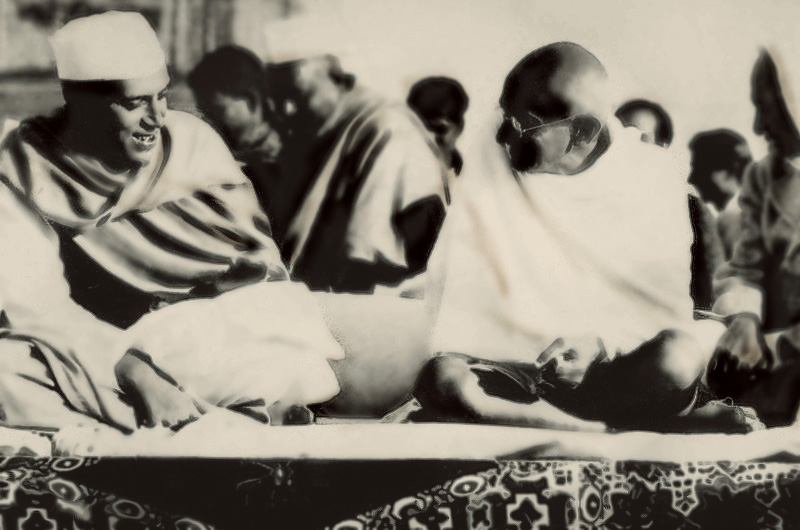
インド初代首相となったジャワハルラール・ネルー（左）とガンディー

1945年8月15日に日本が降伏し、第二次世界大戦が終結した。イギリスは戦勝国となったが、ナチス・ドイツに本土空爆を受けるなど大戦で国力が衰退し、本国から遠く離れている上に独立運動が根強く続けられてきたインドを植民地として支配し続けることはもはや困難であった。
さらにはチャンドラ・ボースやラース・ビハーリー・ボース、A.M.ナイルらが設立したインド国民軍の一員として、これを支援した日本軍とともにイギリス軍やアメリカ軍、オーストラリア軍などと戦ったインド人将官が、イギリス植民地政府により「反逆罪」として裁判にかけられることとなった。これに対してガンディーは「インドのために戦った彼らを救わなければならない」と、インド国民へ独立運動の号令を発した。
この運動をきっかけに再びインド全体へ独立運動が広がり、これに耐えることができなくなったイギリスはインドの独立を受け入れた。1947年8月15日、デリーの赤い城にてジャワハルラール・ネルーがヒンドゥー教徒多数派地域の独立を宣言し、イギリス国王を元首に戴く英連邦王国であるインド連邦が成立した（その後1950年には共和制に移行し、イギリス連邦内の共和国となった）。
なお、ガンディーの「ヒンドゥーとイスラームが融合したインド」との思い通りにはいかず、最終的にイスラーム教国家のパキスタンとの分離独立となった。

### 暗殺
宗教理由から分かれた1947年8月のインド・パキスタン分離独立に前後して、ヒンドゥー教徒とムスリム（イスラム教徒）による宗教暴動の嵐が全土に吹き荒れた。ガンディーは何度も断食し、身を挺してこれを防ごうとしたが、状況は好転しなかった。同年10月には、カシミール地方の帰属をめぐってムスリム住民が暴動を起こし、第一次印パ戦争が勃発。それでもガンディーは両宗教の融和を目指し、戦争相手のパキスタンに協調しようとする態度を貫いた。そのため、「ガンディーはムスリムに対して譲歩し過ぎる」としてヒンドゥー原理主義者から敵対視され、もはや我慢ならぬと怒りで血が沸騰した有志メンバーが暴走してしまう。
印パ戦争さなかの1948年1月30日、ガンディーはニューデリー滞在場所であるビルラー邸の中庭で射殺された。その時ガンディーに連れ添っていた姪のマニューベンが書いた回顧録『Last Glimpses Of Bapu』によると、当時の様子は以下の通り。
「夕刻の礼拝集会を行う中庭に、ガンディーは10分ほど遅れて出た。歩く時の杖代わりとして私は付き添っていた。私たちが祈りの場所に向かって歩いている時、一人の若者が群集を押しのけて現れ、私たちと足が触れるほどの距離まで近づいた。その男はガンディーの傍らにいた私も力づくで押しのけ、その後に3発の銃声が轟いた。ガンディーの唇は「ヘー ラーム（おお、神よ）! 」を繰り返し、手が折り畳まれるや、その場に倒れた。時計の時間は午後5時17分。服のあらゆる場所が血に染まり、おびただしい流血でガンディーの顔は青ざめていった。邸宅にある救急箱では傷を処置できる薬もなく、誰もが大声で泣いていた。家政婦が病院に何度も電話し、Willingdon病院に直行したが、絶望の結果がもたらされた。」
ガンディーを銃で撃ったのはナートゥーラーム・ゴードセーで、ヒンドゥー原理主義団体の民族義勇団（Rashtriya Swayamsevak Sangh,RSS）に所属していた。イスラーム地域の分離独立をはじめ、ヒンドゥー教徒を犠牲にしてでもムスリムに譲歩するガンディーは「イスラム教徒の肩を持つ裏切り者」であるとの理由から暗殺に及んだ。胸腹部に三発の銃弾を受けたガンディーはその場に倒れて死亡、78歳であった。
発砲直後に、ゴードセーは礼拝出席の群衆によって取り押さえられ、現行犯の形で逮捕。後に共謀者として、拳銃を調達したナラヤーン・アプテほか数名も逮捕された。裁判ではゴードセーとアプテが死刑を宣告され、1949年11月15日に処刑された。
ガンディーの葬儀は死去翌日の1月31日、国葬として営まれた。群衆の見守る中で、 彼の亡骸はヤムナ河畔のラージガート火葬場にて荼毘に付され、遺灰はガンジス川や南アフリカの海に撒かれた。なお、暗殺の舞台となったビルラー邸はインド政府に買い取られた後、現在はガンディー・スムリティ博物館として一般公開されており、彼が凶弾に倒れたその場所には石碑が造られ、そこにガンディー最期の言葉「ヘー ラーム （हे राम）」が刻まれている。

## 主義・信条

### 真理
ガンディーは自分の人生を何よりも真理（Satya）探究という目的のために捧げた。彼は、自分の失敗や自分自身を使った実験などから学ぶことを通して、この目的の達成を試みた。実際、彼は自叙伝に『真理を対象とした私の実験について（英語: The Story of My Experiments with Truth）』という題をつけている。
ガンディーは「非暴力運動において一番重要なことは、自己の内の臆病や不安を乗り越えることである」と主張した。ガンディーは自分の理念をまとめ、初めは「神は真理である」と述べていたが、後になると「真理は神である」という言葉に変えている。よって、ガンディー哲学における真理（Satya）とは「神」を意味する。

### 非暴力
非暴力（アヒンサー；अहिंसा）の概念はインド宗教史上長い歴史を持ち、ヒンドゥー教、仏教（仏陀に代表される）、ジャイナ教の伝統において何度も甦った。また、彼の非暴力抵抗の思想は、『新約聖書』や『バガヴァッド・ギーター』の教えに特に影響されている。自らの思想と生き方を、ガンディーは自叙伝の中で書いている。以下にガンディーが語った言葉からの引用を列記する。
- 「私は失望したとき、歴史全体を通していつも真理と愛が勝利をしたことを思い出す。暴君や殺戮者はそのときには無敵に見えるが、最終的には滅びてしまう。どんなときも、私はそれを思うのだ」。
- 「狂気染みた破壊が、全体主義の名のもとで行われるか、自由と民主主義の聖なる名のもので行われるかということが、死にゆく人々や孤児や浮浪者に対して、一体何の違いをもたらすのであろうか」。
- 「“目には目を”は全世界を盲目にする」。
- 「私には人に命を捧げる覚悟がある。しかし、人の命を奪う覚悟をさせる大義はどこにもない」。

また、ガンディーは自分の非暴力の信条を実行に移すとき、彼は極限まで論理的につきつめることを辞さなかった。1940年にナチス・ドイツ軍がイギリス本土に侵入しようとした時、ガンディーはイギリス国民に次のように助言した。
また、1946年6月、ガンディーは伝記作者ルイ・フィッシャーにこう語っている。
ガンディーはこうも言っている。

### カースト制度
ガンディーはカースト制度を、職業の分担という観点から肯定的にとらえており、カースト制度そのものの制度廃止には賛成しなかった。カースト制度を「ヒンドゥー教の根本的な制度」として擁護し、称賛した。彼によれば「カーストは人間の本性であり、ヒンドゥー教徒はそれを「科学」に仕立てただけ」であり、同じカーストとしか結婚できないという制限も「自己抑制を深める優れた方法」であった。ガンディーにとってカースト制度は「分離されているが平等」なのである。
このような「カースト制度は容認しても、カーストによる社会的差別に反対する」姿勢は、同時期の政治指導者に多く見られる。このため、インドにおける仏教革新運動の指導者であるB・R・アンベードカルと意見を対立させている。
そのうちガンディーは自分がある種の自己矛盾に陥っている事に気付き、カースト制度とヴァルナを区別し、ヴァルナを好むようになった。ヒンドゥー教徒をバラモン、クシャトリヤ、ヴァイシャ、シュードラの四階層に区分するヴァルナの法則は、彼によれば人が両親に似て生まれてくるのと同じ「遺伝の問題」であった。
またヴァルナによって両親の職業を選べば、「精神的な目的の為専念する時間が増える」ので、「幸福と深い宗教的生活の為の最上の保証」であった。ただしガンディーは、ヴァルナを「神の創造物全体における絶対平等の法則」ととらえており、ヴァルナの階層間に上下は無く平等なものだと考えていた。
一方ヴァルナをさらに細分化するカースト制度に関しては「宗教と何の関係もなく、起源不明の習俗に過ぎない」と考えるようになり、後年『カーストはなくなれ』という小冊子を発行した。

### 菜食主義
ガンディーはインドを初めて離れた時こそ肉食を試みたが、後に厳格な菜食主義者になった。英国では菜食主義者協会 （Vegetarian Society） の集会に参加して菜食主義運動家ヘンリー・ソールトに出会い、この問題についてロンドン滞在中に何冊かの本を著した。菜食主義の思想はインドのヒンドゥー教およびジャイナ教の伝統、そして彼の故郷グジャラートに深く根づいており、ヒンドゥー教徒のほとんどが菜食主義者であった。彼は様々な飲食物を試した後、「菜食は体に必要な最低限度を満たす」という結論に達した。そして、日常の食事は穀物、豆類、果実、ヤギ乳、蜂蜜に限定していた。ガンディーの菜食主義は「殺されるのを嫌がっているものは食べない」という信念に基づいており、「自ら実をつけて熟して実を落とすものをとるべき」という徹底されたものであった。

### 個人資産

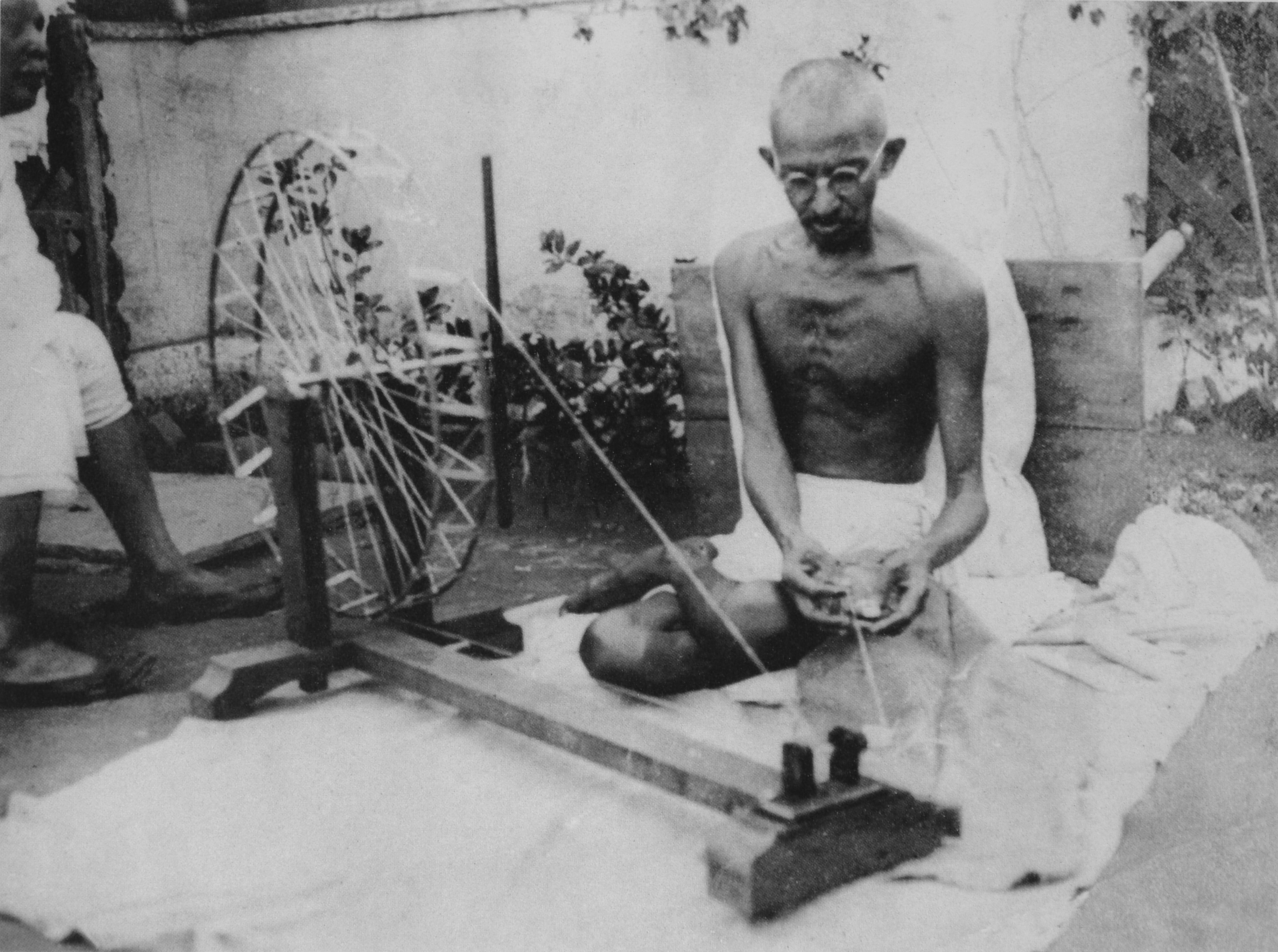
糸車を廻すガンディー。但し本葉はライフ誌の表紙を飾った有名な写真ではない

ガンディーは金融資産も不動産も、全く持っていなかった。個人的な所有物は、以下のものだけであった。
- インド綿布の衣と草履。
- 眼鏡と入れ歯。
- 竹の杖。
- 持ち運び式の糸車。　ガンディーは毎日、みずから糸車を廻し、糸を紡ぐのを日課にしていた。これはインド綿花を輸入加工してインドに再輸出するイギリスの植民地経済政策に対する抵抗の意思表示であり、また彼の「働かない日に食べるパンは、盗んだパンである」という信条の実践であった[注釈 6]。　糸車を廻すガンディーの姿は、ライフ誌1945年3月25日号の表紙を飾り、世界的に著名なイメージとなった。
- 日本人僧侶の藤井日達から貰った「見ざる言わざる聞かざる」の三猿の像。
- 人と会う約束の時間に遅れないための、インガーソルの懐中時計。紐で首にかけていた。
- 携帯用便器。彼はインド国民の平均寿命が短いのは、野糞があたりまえの衛生観念の欠如のためであると信じ、ガンディーがいかに衛生を重視しているかを示す意味があった。
- 食事のための乳をとる雌ヤギが1匹。
- 習字用の鉛筆と、古い封筒を切り開いた練習用紙。鉛筆は、かならずちびて持てなくなるまで使った。物を無駄にすることは、それを作る同胞の労働をないがしろにするという思想からであった。
- 一冊の『バガヴァッド・ギーター』。

彼はこれらを側近たちに持たせ、ガンディーの行くところには必ず糸車と携帯便器を担ぎ、ヤギを曳いた一行が従った。

### 西洋文明批判
ガンジーは著書『ヒンド・スワラージ』で文明批判を語り、インドを貧しくするものとして鉄道・弁護士・医師を挙げ、鉄道はペストを広げるもの、弁護士は争いを大きくしようとするもの、西洋医学は人々の節制と自己治癒力を妨げるものと批判した。旧友ヘルマン・カレンバッハとの禁欲生活に関する議論が白熱した際、カレンバッハが愛用していた高価な双眼鏡も不要であるとして捨てさせたエピソードもあるという。

### ブラフマチャリヤ
ガンディーが16歳の時に、父が末期の病気にかかった。ガンディーは、父の臨床の場において精力的に看病に励んでいたが、ある夜、叔父が来て看病を交代してくれるよう言ってくれた。ガンディーはそれを快く引き受け、感謝の意を表し、寝室へと戻った。そこで、ガンディーは、部屋で寝ていた妻を起こし同衾している隙に、下僕がやって来て父の死を告げた。このため、ガンディーは、父の死に目に会えなかったのである。ドイツの心理学者エリク・H・エリクソンは、ガンディーの禁欲主義的傾向や、特に36歳の時、結婚したまま一切の性行為を断って禁欲を開始するなどのブラフマチャリヤの誓いを果たしたことには、この経験が大きく関係していると指摘する。
このような禁欲主義や苦行と密接な関連を持ったブラフマチャリヤ（心と行為の浄化、ブラフマンすなわち宇宙の最高原理の探求）は、ヒンドゥー教の苦行者の間で昔から行われていた。ガンディーのユニークな点は、結婚と家庭を維持したまま禁欲生活を送ったことである。ガンディーはこのブラフマチャリヤを自らの指導する非暴力不服従運動の基礎であると考えていた。また、それは神に近づくための手段であり、自己の完成のための重要な土台であるとも捉えていた。
彼は13歳の若さでカストゥルバと結婚したが、自叙伝において、当時における性欲や過激な嫉妬などに対する戦いを語っている。彼は独身者でいることを自分の義務と感じたので、欲情によらずに愛することを学ぶことができるのだと考えた。ガンディーによれば、ブラフマチャリヤは「思想・言葉・行為の抑制」を意味する。
ガンディーはブラフマチャリヤを生涯追求し、1948年に78歳で暗殺される直前まで「ブラフマチャリヤの実験」を行っていた。しかしガンディーの弟子であったニルマール・クマール・ボースは『ガンディーとの日々（英語: My days with Gandhi）』において、ノーアカーリーにおけるガンディーの晩年のブラフマチャリヤの実験に関して、批判的見解を述べている。このことは、ヴェド・メータの『ガンディーと使徒たち』の中にも引用され、さらに、ロベール・ドリージュの『ガンジーの実像』にも間接引用され知られるようになった。例えば、ドリージェは、晩年のガンディーが裸体の若い女性たちをぴったり体にくっつけて、ベッドを共にするのが常だったという。こうした件を問い詰められたガンジーは、最初は裸の女性を横にして眠ると言うことを公然と否定し、その後「それはブラフマチャリヤの実験である」と言ったとされる。続けて、ドリージェは、アバ・ガンディーが、ボーズの主張を認め、「結婚してからも彼と寝ていた」と証言したことや、マヌや女医（厚生大臣であった時期もある）のスシラ・ナヤルといった女性たちも、「ガンジーを暖めた女性であった」とのメータの言葉を引用する。ドリージェは、再びメータの本を参照しつつ、ある女性は「裸になり、ガンジーの腕に抱かれた」という証言を引用する。
メータが記すところによれば、ボースや弟子たちはこれらのことに関して、ガンディーを批判したが、ガンディーは聞き入れようとしなかったようである。ガンディーは、ボースとの手紙のやり取りの中で次のように述べたとされる。
しかし、多くの研究者に引用されてきたメータの本であるが、著名な政治哲学者のビック・パレクは、メータの本で引用される証言者を後年に調査し、メータが証言者の言葉を捏造していた点を指摘している。例えば、メータに引用された証言者の一人であるピャーレーラールは、メータに対する次のよう「強い不満」を漏らしたとパレクは記録している。
加えて、エリク・エリクソン著『ガンディーの真理2』を翻訳した星野美賀子は、ガンディーのブラフマチャリヤに関する英国官憲の報告を含めた様々な「ゴシップ」は、次の四つの「事実」をことごとく「無視している」と指摘する。「つまり、［1］伝えられる事件のおりにはもう英国の官憲がガンディーを夜中に急襲することはなかったこと。［2］インドの寝室のつくりにはベッドもドアもないこと、［3］熱帯地方においては裸体は特別なものではないこと、そして、［4］その事件全体は秘密ではなかったこと」である。
さらに、ガンディーがブラフマチャリヤの実験を行った女性の一人であるマヌについて、マヌが記録したグジャラート語（ガンディーの母語）の日記を含む膨大な歴史資料を用いて大々的な研究を行った、社会思想史学者の間永次郎は、大著『ガーンディーの性とナショナリズム――「真理の実験」としての独立運動』の中で、巷に流布する「噂」の大半は全く事実無根であり、ガンディーの思想の矮小化であることを示している。『ガーンディーの性とナショナリズム』の中では、ブラフマチャリヤの実験の背後にあったガンディー独自の深遠な宗教形而上学の実相が詳細に論じられている。
晩年の女性とのブラフマチャリヤの実験に関しては、どこからどこまでが事実なのかを明確に判断することは難しい。エリクソンは、しばしばこれらの実験がガンディーの他の莫大な業績に先行して指摘されるのは、「結局のところ、偉大な混乱は偉大さのしるしでもありうる」からであろうと評した。

### 沈黙の日
ガンディーは週に一度を沈黙して過ごした。話すのを控えることで、心の平穏が得られると信じたのである。これは モウナ（मौन：沈黙）と シャーンティ（शांति：平穏） というヒンドゥー教の理念から来るものであった。沈黙を守る日には、筆談によって他人と意思疎通した。ガンディーは37歳からの3年半、「騒然とした世界情勢は心の平穏ではなく混乱をもたらす」として、新聞を読むことを拒んだ。

### 現代におけるガンディー

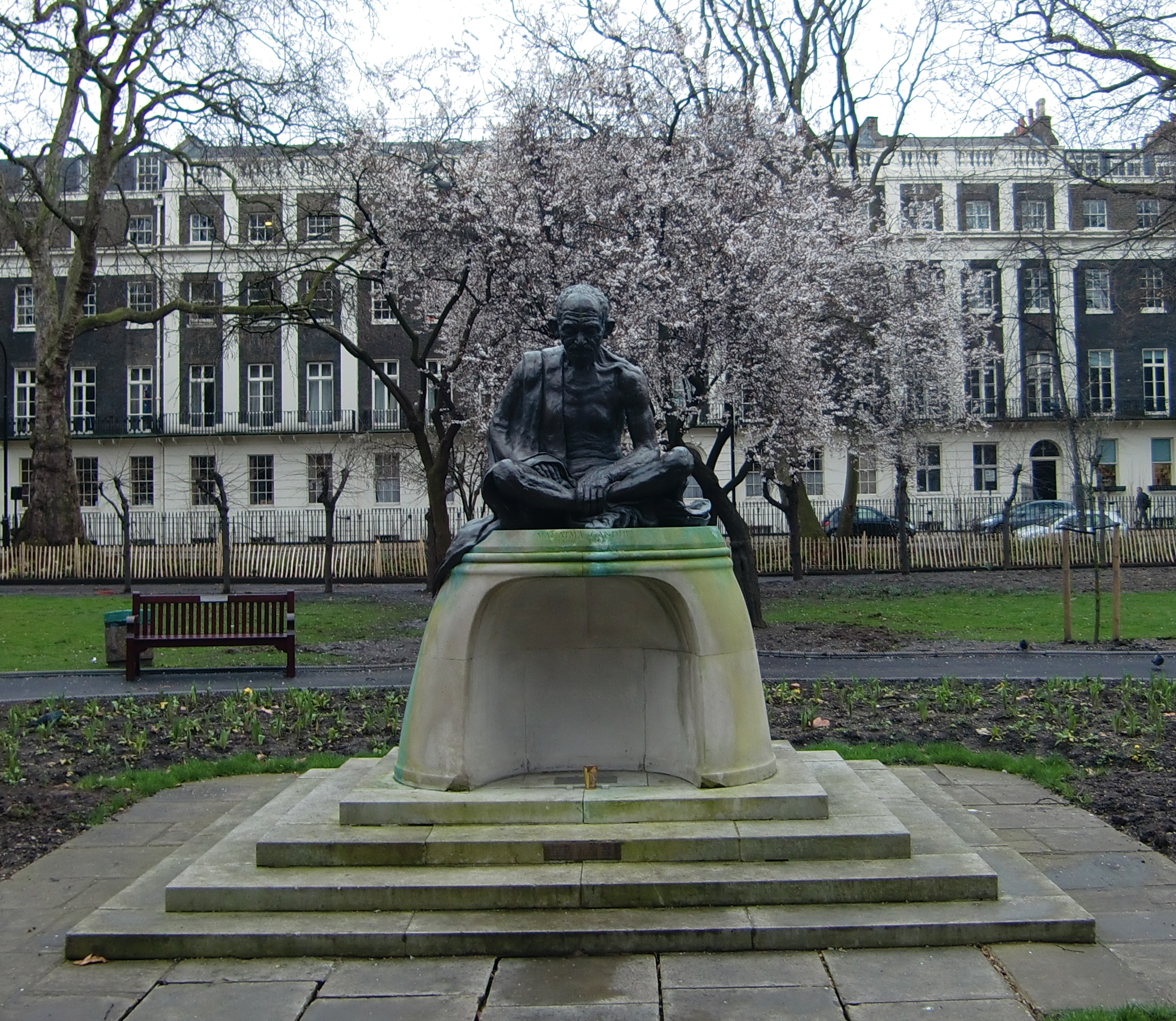
1968年建立のロンドンのタヴィストック広場のガンジー像。

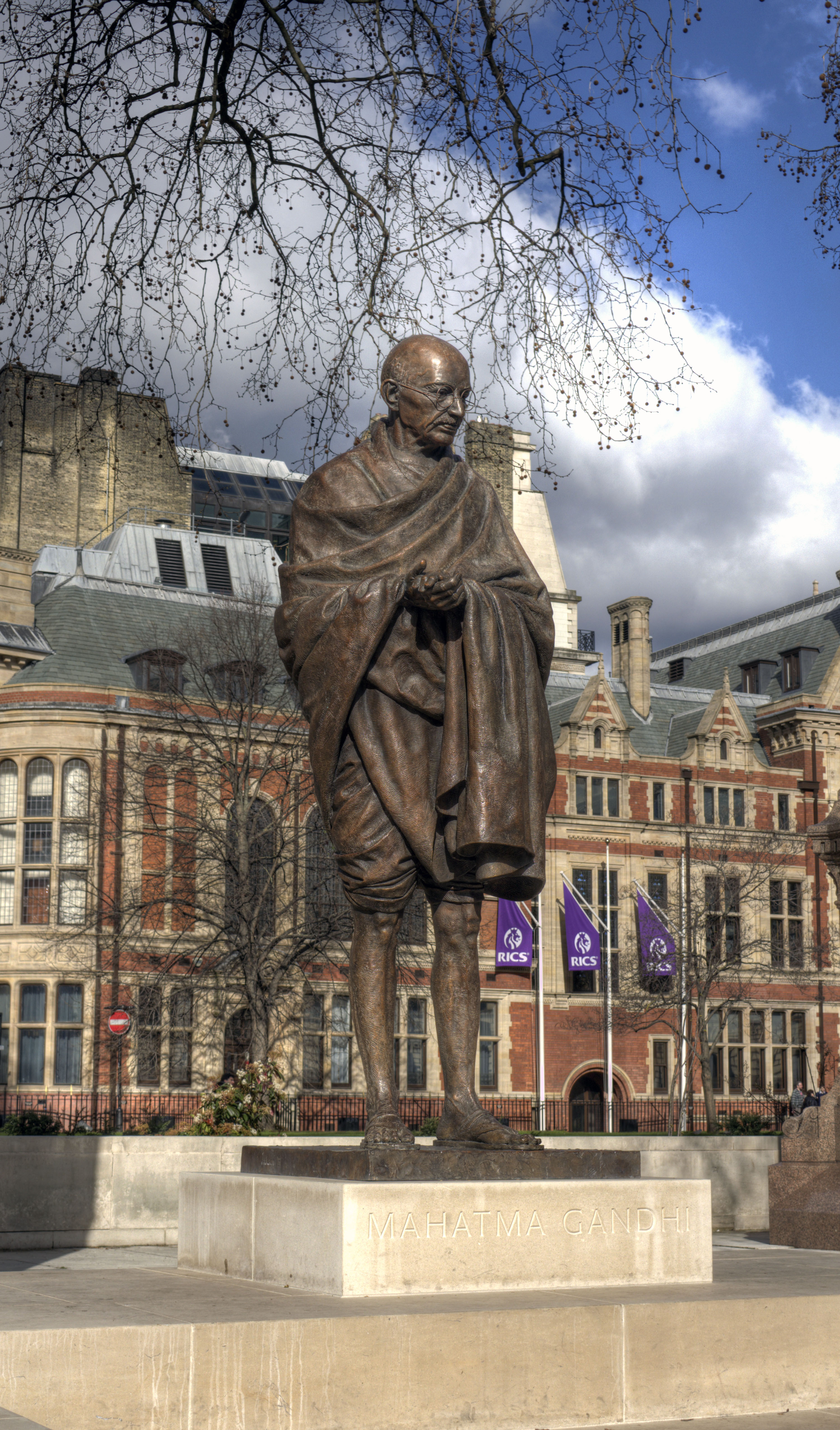
2015年建立のウェストミンスターパーラメント・スクエアのガンジー像。

現代においてもガンディーは世界的に敬慕の対象となっている。
ロンドンのタヴィストック・スクウェアには1968年、ポーランド人彫刻家の作品であるガンジー像が建立された。2015年にはウェストミンスターの連合王国最高裁判所前のパーラメント広場にも銅像が建立された。マラウイ共和国でも建立が進められている。
アーメダバードには、ガンディーが1930年まで修行・活動した施設「サバルマティ・アシュラム」が現存しており、インド国内外から多くの来訪者がある。2017年6月の創設100周年記念式典には、インドのナレンドラ・モディ首相が出席した。
首都ニューデリーには、ガンディーが荼毘に付された場所に廟（ラージ・ガート）が建てられており、2018年1月30日の没後70年追悼行事にはモディ首相らが参列した。また、これらの顕彰施設代表者らでつくるガンディー研究評議会が活動している。
このガンディー廟には日本からは天皇・皇后（上皇・上皇后）が皇太子夫妻時代を含めて二度訪問している。
ただ独立から半世紀以上経ち、ガンディーならびに彼の思想はインドの社会一般および国際社会において、往時のような無批判な賞賛という扱いは受けなくなってきている。
独立後20年近くの期間にも渡って国民会議がインド全土で政権の座を握り続けていられたのは「独立の父」ガンディーの威光によるところも大きく、それゆえ独立後間も無く暗殺されたガンディーは殊更に神格化されてきたとも言える。しかしながら、ガンディーの後継者とされた独立後初代首相のネルーは、経済政策の上ではガンディー主義（Gandhism）に真っ向から対立するネルー主義（Nehruvism）開発経済体制を導入し、生前ガンディーが反対していた産業の機械化・工業化を積極的に推し進めた。
このため、インドで多くの人々がガンディーを「国家を独立に導いた偉大な人物」として表向きには称える一方、その反面では彼の人物像やその思想に対して「時代遅れで非現実的」という評価を下す風潮が顕在化してきた。
ネルーが独立直後にイギリス政府高官に「ガンディーはあくまでインドを引き裂いてはならないという。しかしイスラーム教徒は我々がいかなる妥協を示しても自分達の国家をつくると言って譲らない。インド各地で起きている血塗れの惨劇はエスカレートするばかりである。我々は敢えて頭痛から逃れる為に、頭を切り落とさなければならない。最早ガンディーのような中道的な立場は非現実的であり、残念ではあるが、ガンジーは今政治の中心から逸れてしまっている」と述べたように、当時から現在までイスラム教徒と他教徒との争いは顕在化しており、そうした実態を結果的に無視する形となった宥和政策も、民衆感情に反するものであった。
また、暗殺犯のゴードセーを英雄視するヒンドゥー原理主義者もいる。
そのような状況の中、新たな形でのガンディー再考の試みが映画や演劇などの分野でなされてきている。なかでも現在インドで最も注目を集めているのが、2006年にインドで公開された『ムンナー兄貴、ガンディーと出会う』というヒンディー語映画である。作品中ガンディーは、主人公である街のヤクザ者にだけ見える存在として登場し、DJとしてラジオで電話相談をする事になった主人公の口を通して街の人々に様々なアドバイスを与えている。
この作品は、いくつもの批判を呼び起こしながらも、人々が新たな角度からガンディーについて考え直す大きな契機を作り出す事に成功し、娯楽作品としての大ヒットも合わせて大きな注目を浴びた。特にこの映画中で提唱された「ガーンディーギリー」（गांधीगिरी, Gandhigiri）という言葉は、ガンディー主義を意味する旧来の「ガーンディーヴァード」（गांधीवाद）という言葉が帯びていた、「理念的過ぎて現実的ではない」というイメージを払拭する役割を果たし、にわかにインドでの流行語ともなっている。
2018年には、ガンディーが黒人に対して差別的だったという理由でアフリカ各地で抗議行動が広まった。インドの大統領から贈られたアフリカのガーナの首都アクラにある名門ガーナ大学のガンディー像は、設置から2年後に撤去された。

## 創作上におけるガンディー
- 『ガンジー』（1982年公開の映画）
- 『ヘー・ラーム』（2000年公開の映画）
- 『英国総督 最後の家』（2017年公開の映画）
- 『NHKザ・プロファイラー 〜夢と野望の人生〜 マハトマ・ガンディー 不屈の精神の光と影』（2024年3月14日・28日報道のドキュメンタリー番組）
- 『シヴィライゼーション』シリーズ - ビデオゲーム。
  - なお、初期作品に関してプレイヤー間で広まった噂および後のシリーズ作品において本当に実装された仕様として、ガンディーが「非暴力」のイメージとは正反対に、（AI指導者として）核兵器の生産および使用を非常に好む性格になっている[47]事が一部ユーザーの間で話題になっている[48][49][50]。
  - 詳しくは「核ガンジー」を参照。
- リオのカーニバル - ガンジーのコスプレをした「ガンジーの子供たち」という参加集団がある。
- サチャグラーハ（Satyagraha ,「サチャグラハ」とも） - 1980年に初演された、アメリカ合衆国の現代音楽作曲家のフィリップ・グラス作曲のオペラ。ガンディーの南アフリカ時代をテーマにしている（この作品のリブレットはバガヴァッド・ギーターである）。

## 著作
- マハトマ・ガンディ『逮捕下獄前後の手記』安島健訳、世界思潮研究会〈世界パンフレット通信 108〉、1922年。
- ガンデイ『ガンデイ論集』岩下三良訳、日本評論社、1922年。
- ガンヂー「ガンヂー論文集」高田雄種訳 、『世界大思想全集』 39巻、春秋社、1929年。
- ガンヂー 著、高田雄種訳 訳『ガンヂー全集』 第1-5篇、春秋社、1927年 - 1930年。
- マハートマ・ガンヂー『ガンヂー死闘の叫び　不協力編』日立九馬訳、和光社、1939年。
- マハートマ・ガンヂー『印度独立運動編』日立九馬訳、光融館書店、1940年。
- ガンヂー『ガンヂー自叙伝』金井為一郎訳、鄰友社、1942年。
- ガンヂー『ガンヂー自叙伝』木暮義雄訳編、羽田書店、1942年。
- ガンヂー『ガンヂーは叫ぶ』福永渙訳、アルス、1942年。
- ガーンディー『ガーンディー聖書』エルベール編、蒲穆訳、岩波書店〈岩波文庫〉、1950年。
- ガンジー『ガンジー自伝』関忠志訳、松村三冬絵、実業之日本社〈少年少女世界の本 27〉、1959年。
- ガンジー『ガンジー』上笙一郎訳編、松井行正絵、小峰書店〈世界偉人自伝全集 5〉、1966年。
- ガンジー『抵抗するな・屈服するな　ガンジー語録』K・クリパラーニー編、古賀勝郎訳、朝日新聞社、1970年。
- マハトマ・ガンディ『わたしの非暴力』 1巻、森本達雄訳、みすず書房〈みすず叢書〉、1970年。
  - マハトマ・ガンディー『わたしの非暴力』 1巻、森本達雄訳、みすず書房〈みすずライブラリー〉、1997年9月。ISBN 4-622-05017-X。
- マハトマ・ガンディー『わたしの非暴力』 2巻、森本達雄訳、みすず書房〈みすず叢書〉、1971年。
  - マハトマ・ガンディー『わたしの非暴力』 2巻、森本達雄訳、みすず書房〈みすずライブラリー〉、1997年9月。ISBN 4-622-05018-8。
- M・K・ガンジー『ガンジーの健康論』岡芙三子訳、編集工房ノア、1982年11月。
- ガンジー『ガンジー自伝』蝋山芳郎訳、中央公論社〈中公文庫〉、1983年6月。
  - マハトマ・ガンジー『ガンジー自伝』蝋山芳郎訳（改版）、中央公論新社〈中公文庫〉、2004年2月。ISBN 4-12-204330-1。
- ガンディー、タゴール『万物帰一の教育』弘中和彦著訳、明治図書出版〈世界新教育運動選書 30〉、1990年6月。ISBN 4-18-044000-8。
- マハトマ・ガンディー『私にとっての宗教』竹内啓二ほか訳、新評論、1991年7月。ISBN 4-7948-0100-9。
- M・K・ガンディー『不可触民解放の悲願』森本達雄ほか訳、明石書店〈インドー解放の思想と文学 第6巻〉、1994年6月。ISBN 4-7503-0599-5。
- モハンダス・カラムチャンド・ガンジー『ガンジー自叙伝　真理の実験』池田運訳、講談社出版サービスセンター、1998年1月。ISBN 4-87601-431-0。
- M・K・ガンジー 著、田畑健編 編『ガンジー・自立の思想　自分の手で紡ぐ未来』片山佳代子訳、地湧社、1999年6月。ISBN 4-88503-146-X。
- M・K・ガーンディー『ガーンディー自叙伝　真理へと近づくさまざまな実験』 1巻、田中敏雄訳注、平凡社〈東洋文庫〉、2000年6月。ISBN 4-582-80671-6。
- M・K・ガーンディー『ガーンディー自叙伝　真理へと近づくさまざまな実験』 2巻、田中敏雄訳注、平凡社〈東洋文庫〉、2000年6月。ISBN 4-582-80672-4。
- ガンディー『わが非暴力の闘い』森本達雄訳、第三文明社〈レグルス文庫 237〉、2001年3月。ISBN 4-476-01237-X。
- ガンディー『非暴力の精神と対話』森本達雄訳、第三文明社〈レグルス文庫 238〉、2001年9月。ISBN 4-476-01238-8。
- M・K・ガーンディー『真の独立への道　ヒンド・スワラージ』田中敏雄訳、岩波書店〈岩波文庫〉、2001年9月。ISBN 4-00-332612-1。
- マハトマ・ガンディー『私にとっての宗教』竹内啓二ほか訳、新評論〈Shinhyoron selection 36〉、2002年12月。ISBN 4-7948-9964-5。
- マハートマー・ガンディー『神よ　マハートマーガンディー詩集』横川秀夫翻訳・監修、インド大使館、2003年9月。
- M・K・ガーンディー『南アフリカでのサッティヤーグラハの歴史』 1（非暴力不服従運動の誕生）、田中敏雄訳注、平凡社〈東洋文庫 736〉、2005年3月。ISBN 4-582-80736-4。
- M・K・ガーンディー『南アフリカでのサッティヤーグラハの歴史』 2（非暴力不服従運動の展開）、田中敏雄訳注、平凡社〈東洋文庫 738〉、2005年5月。ISBN 4-582-80738-0。
- モーハンダース・カラムチャンド・ガンディー『ガンディー「知足」の精神』森本達雄編訳、人間と歴史社、2008年3月。ISBN 978-4-89007-168-5。
- M・K・ガンジー『ガンジーの教育論』片山佳代子編訳、ブイツーソリューション、2009年9月。ISBN 978-4-434-13513-2。
- ガンディー『獄中からの手紙』森本達雄訳、岩波書店〈岩波文庫 33-261-1〉、2010年7月。ISBN 978-4-00-332611-4。
- ガンディー『ガンディー 魂の言葉』浅井幹雄監修、太田出版〈太田出版〉、2011年9月。ISBN 978-4-77-831276-3。